# Tordenbyge
En tordenbyge, dannes ved at varm og fugtig luft stiger til vejrs ved konvektion. Når atmosfæren er ustabil kan den varme opstigende luftmasse stige meget højt til vejrs, og danne kæmpestore cumulonimbusskyer. Inde i disse cumulonimbusskyer er der voldsomme op- og nedadgående luftstrømme, der river iskrystaller og regndråber fra hinanden. Dette bevirker at iskrystallerne primært bliver positivt ladede, og vanddråber i skyen bliver negativt ladede. 
Iskrystallerne med de positive ladninger vil samles i toppen af skyen, og vanddråberne med de negative ladninger vil samle sig i de varmere, nedre dele af skyen. 
Denne ladnings opbygning af forskellige ladninger vil fortsætte indtil spændingsforskellen imellem de forskellige ladninger bliver så stor, at en stor elektrisk udladning (et lyn) finder sted. 
Lyn kan springe mellem tordenskyen og jordoverfladen, eller mellem forskelligt ladede dele af samme tordensky, eller mellem to tordenskyer. 
En tordenbyge ledsages ofte af kraftig nedbørsaktivitet, med regn eller hagl. Samtidig kan der i forbindelse med nedbøren, dannes kraftige vindstød (såkaldte downburst), der skyldes den store mængde af kold luft der synker igennem cumulonimbusskyen sammen med nedbøren. 
Tordenbyger kan dannes som enkeltstående bygeceller, hvor man kan observere at der imellem bygerne er klar luft, eller, hvor cumulonimbusskyerne står tæt sammen i større eller mindre bygekomplekser, de såkaldte multicellesystemer. Tordenbyger kan også dannes på linjer foran koldfronter, de såkaldte bygelinjer eller sqall lines.